# Athie (Côte-d’Or)
Athie település Franciaországban, Côte-d’Or megyében. Lakosainak száma 80 fő (2022. január 1.). Athie Senailly, Villaines-les-Prévôtes, Viserny, Corsaint, Fain-lès-Moutiers, Jeux-lès-Bard és Moutiers-Saint-Jean községekkel határos.

## Népesség
A település népességének változása:
| Lakosok száma | 88   | 74   | 70   | 90   | 83   | 80   | 75   | 76   | 77   | 80   |
|               | 1968 | 1982 | 1990 | 2006 | 2013 | 2015 | 2017 | 2019 | 2020 | 2022 |